# Pat O'Connell
Brian Patrick O'Connell, meglio noto con il nome Pat (Londra, 13 settembre 1937), è un allenatore di calcio ed ex calciatore inglese, di ruolo attaccante e difensore.

## Carriera
Di ruolo terzino e ala, O'Connell si forma calcisticamente nel Fulham, club con cui ottiene la promozione in massima serie grazie al secondo posto ottenuto nella Second Division 1958-1959. Con il suo club militerà sette stagioni consecutive nella massima serie inglese, ottenendo come miglior piazzamento il decimo posto nella First Division 1959-1960.
Nella stagione 1966-1967 scende di categoria per giocare nel Crystal Palace, ottenendo il settimo posto finale.
Nel 1968 si trasferisce in America per giocare con i canadesi del Vancouver Royals, impegnato nella prima edizione della North American Soccer League. Con i Royals ottenne il quarto ed ultimo posto della Pacific Division. 
Ritornato in patria, milita nel Brentwood Athletic ed il Dover. 
Dal 1973 al 1982 allena l'Epsom & Ewell.